# Holvandi (przystanek kolejowy)
Holvandi – przystanek kolejowy w miejscowości Holvandi, w prowincji Põlva, w Estonii. Położony jest na linii Tartu - Koidula. 

## Historia
Przystanek został otwarty 1 listopada 1931 wraz z otwarciem linii.

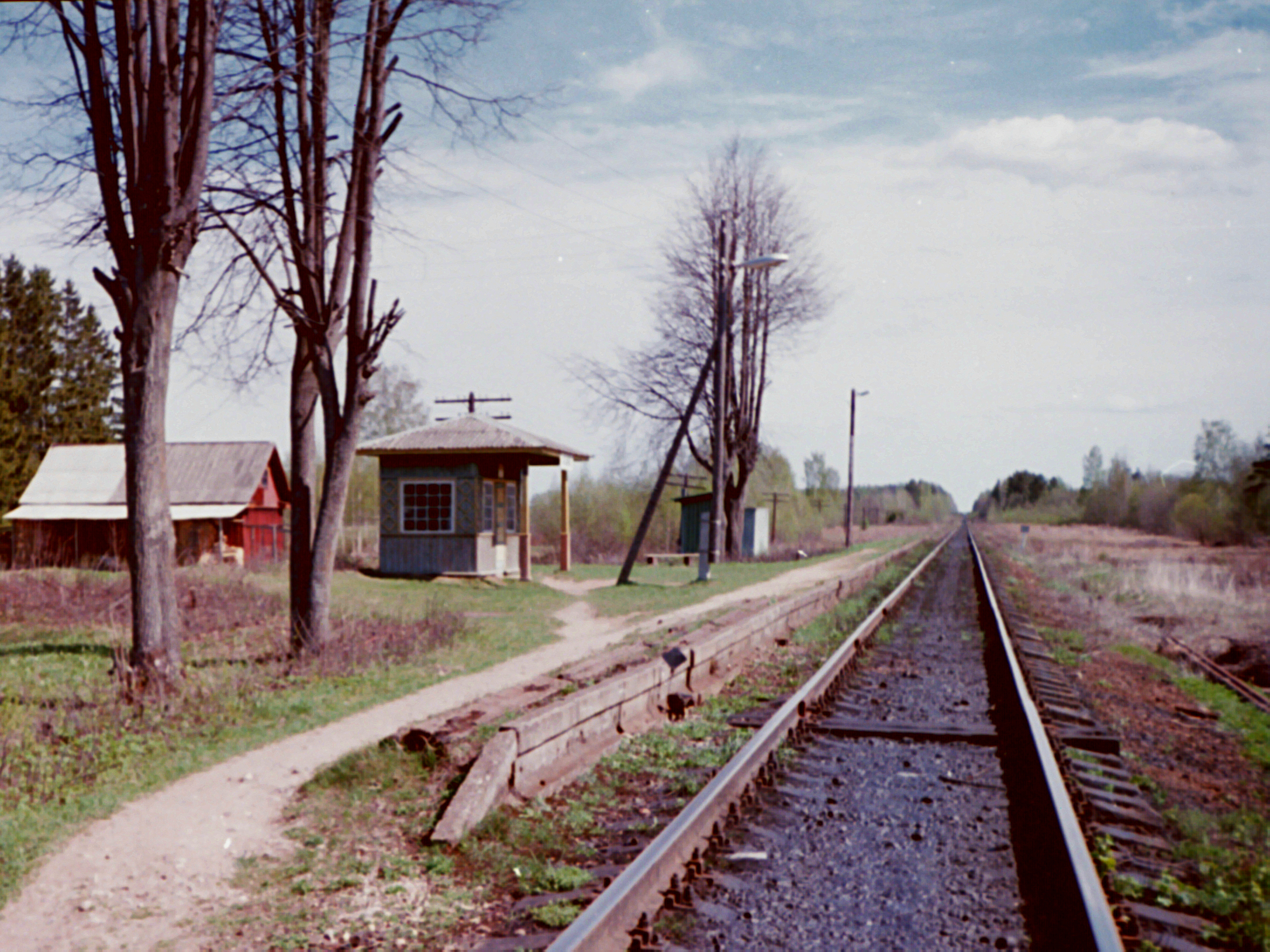
Przystanek w 1996